# Cerkiew św. Andrzeja (Kleparów)
Cerkiew św. Andrzeja we Lwowie – greckokatolicka cerkiew położona przy ulicy Warszawskiej 38 we Lwowie, w dzielnicy Kleparów. 
Do początku XX wieku grekokatolicy z Kleparowa nie posiadali własnej cerkwi, dzielnica podlegała cerkwi św. Paraskiewy. W pierwszych latach XX wieku porozumieli się z miejscowymi wyznawcami obrządku rzymskokatolickiego w sprawie budowy wspólnej świątyni, w wyniku ówczesnych ustaleń wybudowano kościół Matki Bożej Werweckiej (obecnie cerkiew św. Jana Chrzciciela we Lwowie). Konsekracja miała miejsce w 1908 r., jednak mimo wcześniejszych postanowień nowa świątyni została przekazana wiernym kościoła rzymskokatolickiego. W związku z tym grekokatolicy postanowili wybudować własną świątynię, zbiórka środków rozpoczęła się w 1910 r. i trwała z przerwą podczas I wojny światowej do 1926 r. Wówczas rozpoczęto budowę cerkwi według projektu Serhija Tymoszenki, poświęcenia budynku i dzwonów dokonał biskup lwowski Iwan Buczko w 1932 r. Wnętrze zdobi pięcioczęściowy ikonostas, który został stworzony przez Antina Manastyrskiego. Jego uroczyste poświęcenie miało miejsce razem z konsekracją w dniu 16 listopada 1936 r.